# Zafra–Huelva-vasútvonal
A Zafra–Huelva-vasútvonal egy 185 km hosszúságú, 1668 mm-es nyomtávolságú, egyvágányú, nem villamosított vasútvonal Spanyolországban Zafra és Huelva között. 1889-ben adták át a forgalomnak. Tulajdonosa az ADIF, a járatokat az Renfe üzemelteti. Vonalszáma az 512-es.

## Története
A vonal története egészen 1870-ig nyúlik vissza, amikor az állam nyilvános aukción koncessziót hirdetett meg a Zafra-Huelva vasútvonalra, de ez nem keltette fel az érdeklődést. Csak 1881-ben adtak ki koncessziót a spanyol-német üzletembernek, Guillermo Sundheimnak, több mint tizenegy millió peseta állami támogatással. Sundheim azonnal megkezdte a munkákat.
A vonal építésére 1881 és 1889 között került sor. A 113 km-es Valdelamusa-Huelva szakasz 1886. július 23-án nyílt meg; egy kicsit később pedig a 72 km hosszú Zafra-Valdelamusa szakasz is, amelyet 1889. január 1-én nyitottak meg. A vonal nem volt bányászati jellegű, bár szorosan kapcsolódott ehhez a gazdasági ágazathoz. Az építési munkák egyes szakaszokon nehézek voltak: közel húsz alagutat kellett fúrni, és tizenkilenc hidat építettek - ezek közül az úgynevezett Tres Fuentes-hídat érdemes külön kiemelni.
1936-ban a Gibraleón-Ayamonte-vonala, amely a Gibraleón állomásról indult, szintén megnyílt a forgalom számára. 1941-ben, az ibériai nyomtávolságú vasutak államosításával, a Zafra-Huelva vonal szintén integrálódott a Renfe hálózatba. 2004 végén, amikor a RENFE-t Renfe Operadora-ra és Adif-re osztották szét, a vonal az ADIF tulajdonába került, miközben a járatokat a Renfe Operadora üzemelteti.
Huelva városában a vonal a Huelva-Odiel állomáson ért véget, és ez a helyzet egészen 1976 júliusáig, a vonal bezárásáig fennállt. Ezt követően megépült az úgynevezett "Peguerillas elkerülő út", amely összekötötte a Sevilla–Huelva-vasútvonallal, és lehetővé tette a Huelva-Término állomással való összeköttetést. E beavatkozás eredményeként megszűnt az eredeti 172. és 179. kilométerpontok közötti útvonal. A Huelva-Término állomás 2018-as bezárásával a vasúti szolgáltatásokat a "Las Metas" területén található új huelvai állomásra helyezték át.